# Julie Gibson
Julie Gibson (eigentlich Gladys Camille Sorey; * 6. September 1913 in Grant County, Washington; † 2. Oktober 2019 in North Hollywood, Kalifornien) war eine US-amerikanische Schauspielerin und Sängerin, die den Höhepunkt ihrer Karriere in den 1940er Jahren hatte. Bekanntheit erlangte Gibson vor allem durch ihre Rollen in zwei Filmen von The Three Stooges. Ihre Schaffenszeit in der Filmindustrie erstreckte sich über mehr als 40 Jahre.

## Leben
Julie Gibson wurde als jüngeres von zwei Kindern der Eheleute Grover Cleveland Sorey und Maude M. Sorey geboren. Nach ihrem Abschluss an der Lewisham High School trat sie gemeinsam mit ihrer älteren Schwester Rea als Sängerin und Schauspielerin in lokalen Theatern auf und hatte mit Camille Sorey and Her Girlfriends ein eigenes Bühnenprogramm.
1935 wurde Gibson Sängerin beim Bob Young Orchestra und trat regelmäßig im in Salt Lake City ansässigen Radiosender KSL auf. Nach einem Talentwettbewerb war sie unter anderem als Sängerin im Orchester von Eddy Duchin tätig und gab Gastauftritte in bekannten Radiosendungen. Ihr Filmdebüt folgte 1941 in Nebenrollen in Nice Girl? und The Feminine Touch. In Letzterem trat Gibson auch als Sängerin auf. 1942 unterschrieb sie einen Vertrag bei Paramount Pictures.
Zu Julie Gibsons Filmauftritten der folgenden Jahre gehörte die weibliche Hauptrolle im Serial Chick Carter, Detective sowie im Western Lucky Cowboy. Bekanntheit erlangte sie aber vor allem durch ihre Auftritte in den The Three Stooges-Filmen Three Smart Saps und Sock-a-Bye Baby, die beide 1942 erschienen. In den 1950er Jahren beschränkte sich Gibsons Schauspielkarriere auf Gastrollen in Fernsehserien. Seit den 1960er Jahren arbeitete sie als Dialogue Supervisor, also als Bearbeiterin von in Filmen gesprochenen oder synchronisierten Dialogen. Hierzu zählen Filme wie Carrasco, der Schänder oder 33 Folgen der Fernsehserie Lieber Onkel Bill. Zudem betätigte sich Gibson als Sprachlehrerin für in Filmen benötigte Akzente und trat als Gesangsdouble für Stars wie Betty Hutton oder Diana Lynn in Erscheinung. 1984 beendete sie ihre Laufbahn mit 71 Jahren.
Julie Gibson war dreimal verheiratet. Ihre 1939 geschlossene Ehe mit dem Bandleader Jimmy Grier wurde bereits nach einem Jahr wieder geschieden. Auch ihre 1964 geschlossene Ehe mit Dean Dillman hielt nur drei Jahre an. Zuletzt war sie von 1973 bis zu dessen Tod 1981 mit dem Regisseur Charles Barton verheiratet. Alle drei Ehen blieben kinderlos.
Seit ihrem Karriereende lebte Julie Gibson zurückgezogen in North Hollywood, einem Stadtteil von Los Angeles. 2004 gab sie ein Interview für das The Three Stooges Journal über ihre Arbeit mit dem Komiker-Trio. Im September 2013 feierte Gibson ihren 100. Geburtstag. Sie zählte mit ihren 106 Jahren zu den ältesten noch lebenden Personen der Filmbranche. Am 2. Oktober 2019 starb Gibson in North Hollywood. Sie wurde auf dem Normal Hill Cemetery in Lewiston bestattet.

## Filmografie (Auswahl)
- 1941: Nice Girl?
- 1941: The Feminine Touch
- 1942: Three Smart Saps
- 1942: Sock-a-Bye Baby
- 1944: Lucky Cowboy
- 1944: Der Weg zum Glück (Going My Way; als Gesangsdouble für Risë Stevens)
- 1946: Chick Carter, Detective
- 1947: Bowery Buckaroos
- 1948: Are You with It?
- 1949: Die Goldräuber von Tombstone (Bad Men of Tombstone)
- 1964: Carrasco, der Schänder (The Outrage; als Dialogue Supervisor)
- 1969–1971: Lieber Onkel Bill (Family Affair; 33 Folgen als Dialogue Supervisor)
- 1978: Erwachendes Land (The Awakening Land; Miniserie)